# Hans von Volkmann

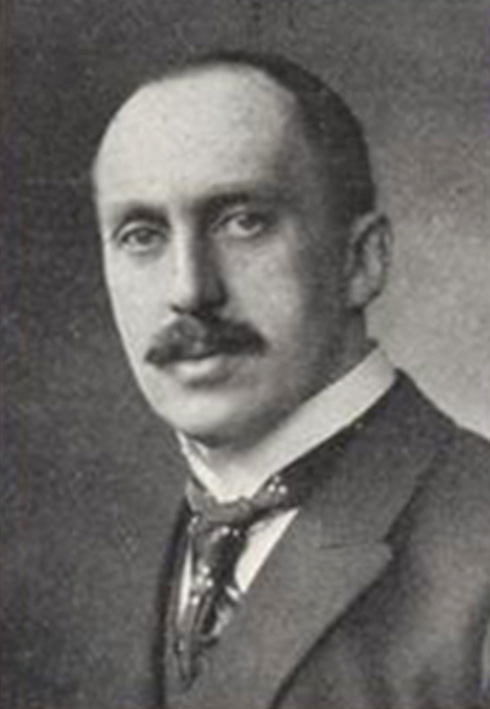
Hans von Volkmann

Hans Richard von Volkmann (* 19. Mai 1860 in Halle (Saale); † 29. April 1927 ebenda) war ein deutscher Illustrator und Landschaftsmaler der Düsseldorfer Schule. Er war Vorstandsmitglied des Deutschen Künstlerbundes sowie Mitglied der Schwälmer Willingshäuser Malerkolonie.

## Leben und Wirken
Von Volkmann wurde als Sohn des Chirurgen Richard von Volkmann 1860 in Halle (Rathausstraße 6) geboren. Er verbrachte zwar nur seine Jugend in seiner Vaterstadt, verlor jedoch nie die Bindung dorthin. So stößt man in zahlreichen Publikationen zur Saalestadt aus den ersten Jahrzehnten des 20. Jahrhunderts vielfach auf Illustrationen Volkmanns. Unter anderem illustrierte er mit das bekannte Märchenbuch seines Vaters Träumereien an französischen Kaminen. Besonders bekannt sind seine Federzeichnungen aus Alt Halle. Verschwundenes und Erhaltenes aus der alten Salzstadt Halle nannte er diese drei bei Gebauer & Schwetschke in mehreren Auflagen verlegten Hefte im Untertitel. Mit Pinsel, Zeichenstift oder Feder hielt der Absolvent der Düsseldorfer Kunstakademie bei seinen mehrfachen Besuchen in Halle und Umgebung Häuser, Gebäude, Straßen und sonstige Sehenswürdigkeiten fest. Besonders die Ansichten von heute verschwundenen beziehungsweise so nicht mehr erhaltenen Gebäuden und historischen Stätten, wie vom Trödel, von der Würfelwiese, der Gerbersaale oder vom Gasthof Goldener Pflug, besitzen als historische Quellen großen Wert für Stadthistoriker und Denkmalpfleger.

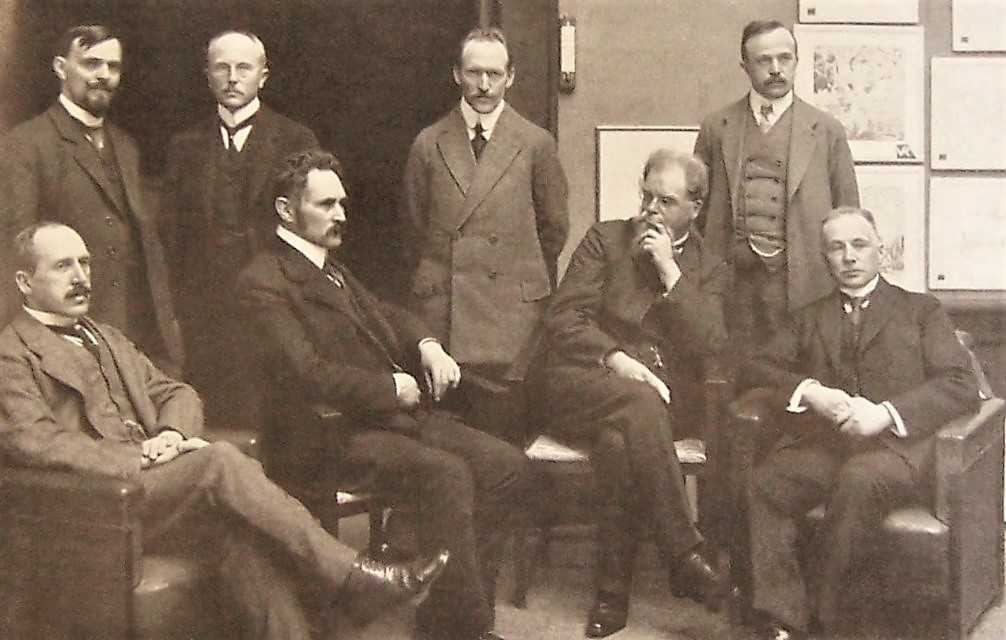
Hans von Volkmann (links, sitzend) als DKB-Jurymitglied, Mai 1912

### Ausbildung und Studienorte
Als 14-Jähriger hatte von Volkmann begonnen, mit Bleistift und Farbkasten Halle und die heimatlichen Gefilde zu durchstreifen. Davon zeugen heute noch mehr als 100 Aquarelle im hallischen Stadtarchiv. Eine Auswahl davon gab der ehemalige Stadtarchivar Werner Piechocki 1992 in dem Band Das alte Halle: Aus den Skizzenbüchern von Hans von Volkmann heraus. Später bezeichnete Volkmann diese ersten Malversuche selbst als „dilettantische Aquarellstudien“. Es sind die ersten künstlerischen Schritte eines der später bedeutendsten deutschen Landschaftsmaler des späten 19. und frühen 20. Jahrhunderts.
Nach seinem Studium von 1880 bis 1888 in Düsseldorf bei Hugo Crola, Heinrich Lauenstein, Johann Peter Theodor Janssen und Eduard von Gebhardt und der dortigen Mitgliedschaft im Künstlerverein Malkasten war Hans von Volkmann 1888–1892 Meisterschüler bei dem wenige Jahre älteren Gustav Schönleber (1851–1917) in Halles heutiger Partnerstadt Karlsruhe. Die Stadt blieb seine Wahlheimat und Arbeitsstätte bis zu seinem Tode. Er erzielte rasch Erfolge als Landschaftsmaler und wurde zum markantesten Vertreter der von Schönleber begründeten Karlsruher Landschaftsschule. Seine Werke sind heute in vielen deutschen Museen zu sehen. Sein erstes Gemälde verkaufte er als 30-Jähriger an den hallischen Arzt Dr. Eduard Hertzberg. Neben ausgedehnten Exkursionen nach Hessen, Thüringen, Sachsen, Schwaben, Oberbayern und Mecklenburg sowie an die Riviera (1893) führte ihn sein Weg auch immer wieder in seine Heimatstadt Halle, wo er bei einem kurzen Besuch nach dreitägiger Krankheit am 29. April 1927 verstarb.

### Aufenthalte in Willingshausen
1883 kam Volkmann das erste Mal nach Willingshausen. Er arbeitete 25 Jahre oftmals längere Zeiten dort. Von 1883 bis 1895 war Volkmann jährlich in Willingshausen, mit Ausnahme der Jahre 1888, in dem er Dachau, und 1892, in dem er Weßling aufsuchte. 1900 lebte Volkmann mit seiner Frau im Gasthaus Haase. Anschließend besuchte er erst erneut 1907 Willingshausen. Von 1907 bis 1910 lebte er vom Frühjahr bis zum Spätherbst mit seiner Familie mit eigenem Hausstand in Willingshausen. Nochmals besuchte Volkmann Willingshausen 1912. Schließlich kam er von 1924 bis 1926 nach Willingshausen und wohnte im Hückerschen Fremdenheim. Ohne jede Staffage kam Volkmann aus, wenn er mächtige Hutebuchen über den großen Kreis des Horizonts wachen ließ oder stille Wiesentäler mit Wäldern säumte.

### Mitgliedschaft im Deutschen Künstlerbund
Als frühes Mitglied des Deutschen Künstlerbundes beteiligte er sich 1904 an der ersten DKB-Ausstellung im Münchener Königlichen Kunstausstellungsgebäude am Königsplatz. Im gleichen Jahr war er Mitglied des Kunstausschusses und Delegierter der Internationalen Kunstausstellung im Kunstpalast Düsseldorf. Seit seinem 60. Geburtstag Ehrenmitglied des 1905 gegründeten hallischen Künstlervereins „Auf dem Pflug“ unterstützte und förderte er als auswärtiges Mitglied die künstlerischen Bestrebungen dieses Vereins intensiv. An dessen jährlichen Kunstausstellungen beteiligte er sich rege, wie auch schon zuvor an den Ausstellungen des Kunstvereins Halle und des Städtischen Museums in der Moritzburg, Halle. Die letzte größere Kollektion zeigte er auf der Pflugausstellung 1925.
Die Stadt Halle veranstaltete im Oktober 1928 eine Gedächtnisausstellung mit dem Frühwerk Hans von Volkmanns. In der Chronik des „Künstlervereins auf dem Pflug“ ist ein Dankbrief anlässlich der Ernennung zum Ehrenmitglied erhalten, in dem er schrieb: „Wenn ich auch, seit mehr als 30 Jahren im deutschen Süden heimisch, in mancher Beziehung Badener geworden bin, so bin ich doch zugleich ein guter und getreuer alter Hallenser allzeit geblieben; und ob auch im Laufe der Zeiten, zuletzt besonders durch die Schwere der Kriegsnot und ihrer Folgen, manche Fäden gerissen sind,  mich hält doch auch noch gar Vieles an die Stätten meiner Kindheit, meines Elternhauses, an das Paradies meiner Jugenderinnerungen gefesselt.“

## Werk

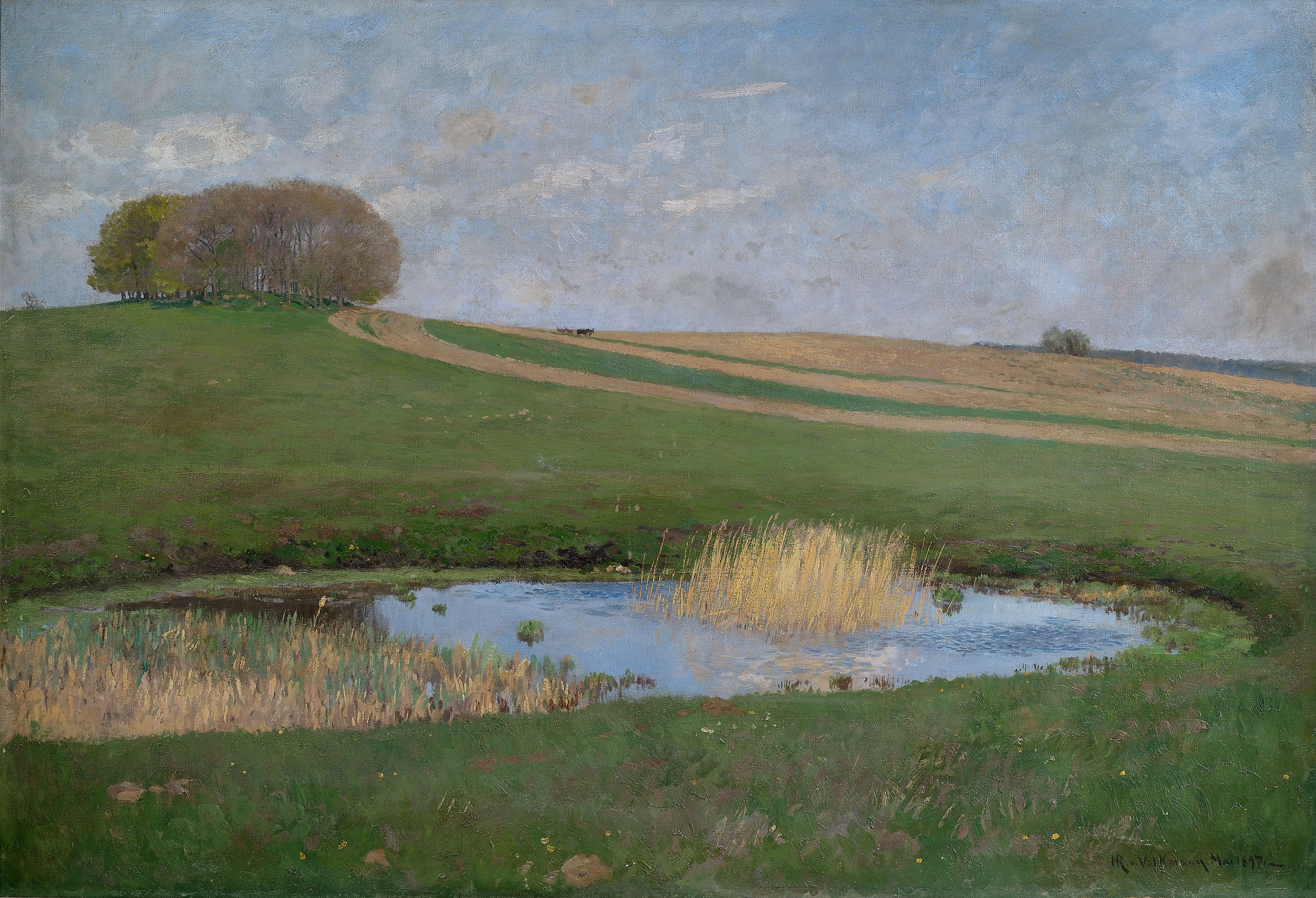
Sommerlandschaft mit einem Tümpel, Mai 1897

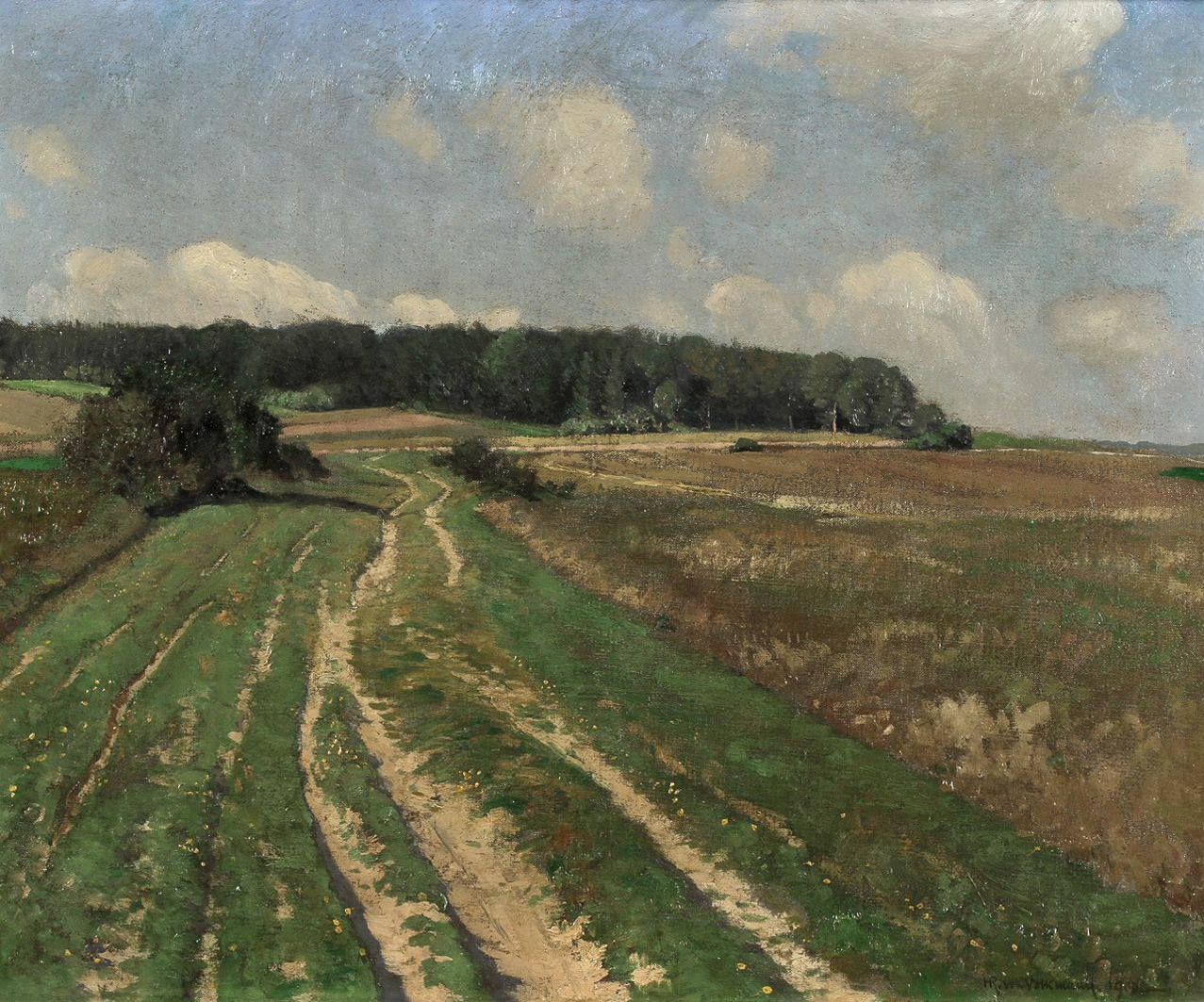
Feldweg, 1900

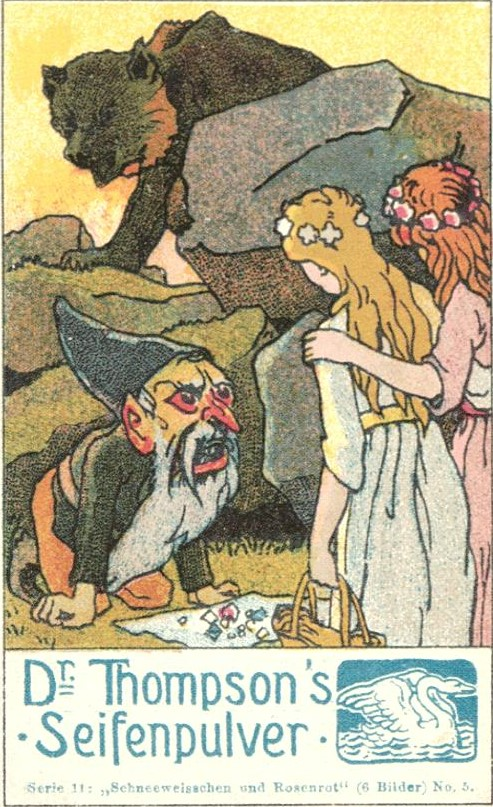
Sammelbilderserie Schneeweißchen und Rosenrot

Er malte meist unspektakuläre Mittelgebirgslandschaften wie Gänseweide, In den Hainbuchen oder Auf einsamer Heide. Oft sind seine Landschaften auch mit Genredarstellungen verbunden wie Holzhauer, der ein Feuer anzündet, Vesperstunde im Walde, Auf dem Weg zur Kirmes. Obwohl er sich fernhielt von jeder Dramatisierung, lässt sich ein Hang zu Sozialromantik nicht verkennen. Seine harmlose, gefällige Darstellungsweise sicherte ihm gesellschaftlichen Erfolg, auch als Illustrator z. B. von Kinderbüchern. Boetticher verzeichnet 62 Werke, die zwischen 1889 und 1896 ausgestellt wurden. Sein Biograf Heinz Bischof schrieb: „Seine am Realismus und Naturalismus geschulten künstlerischen Ausdrucksmittel bereicherte er im Lauf der Jahre durch Einflüsse des Jugendstils sowie anderer moderner Tendenzen und verstand es, objektive Naturbeobachtung in subjektive Stimmungsbilder zu überführen.“ Dennoch blieb er der Tradition der in Düsseldorf schon eine Generation früher entwickelten Sichtweise verhaftet.

## Ausstellungen
- 2006/2007: Seelenlandschaften auf Stein, Museum Schloss Moyland, Bedburg-Hau[6]

## Ehrungen
In Willingshausen ist ein Platz nach Hans von Volkmann benannt.

## Werke in Museen
- Der Schwälmer Bauer Ditter, 1883, Museum der Schwalm, Ziegenhain
- Landschaft in der Schwalm mit Antreff, 1887, Museum der Schwalm, Ziegenhain
- Hessisches Dorf, 1900 Staatliche Galerie Moritzburg, Halle
- Bauer mit Fuhrwerk, 1887, Willingshäuser Malerstübchen, Willingshausen
- Alter Schwälmer Bauer, 1889, Willingshäuser Malerstübchen